# Calatafimi (destroyer)
 (avril 2022).
La mise en forme du texte ne suit pas les recommandations de Wikipédia : il faut le « wikifier ».
Les points d'amélioration suivants sont les cas les plus fréquents. Le détail des points à revoir est peut-être précisé sur la page de discussion.
- Les titres sont pré-formatés par le logiciel. Ils ne sont ni en capitales, ni en gras.
- Le texte ne doit pas être écrit en capitales (les noms de famille non plus), ni en gras, ni en italique, ni en « petit »…
- Le gras n'est utilisé que pour surligner le titre de l'article dans l'introduction, une seule fois.
- L'italique est rarement utilisé : mots en langue étrangère, titres d'œuvres, noms de bateaux, etc.
- Les citations ne sont pas en italique mais en corps de texte normal. Elles sont entourées par des guillemets français : « et ».
- Les listes à puces sont à éviter, des paragraphes rédigés étant largement préférés. Les tableaux sont à réserver à la présentation de données structurées (résultats, etc.).
- Les appels de note de bas de page (petits chiffres en exposant, introduits par l'outil «  Source ») sont à placer entre la fin de phrase et le point final[comme ça].
- Les liens internes (vers d'autres articles de Wikipédia) sont à choisir avec parcimonie. Créez des liens vers des articles approfondissant le sujet. Les termes génériques sans rapport avec le sujet sont à éviter, ainsi que les répétitions de liens vers un même terme.
- Les liens externes sont à placer uniquement dans une section « Liens externes », à la fin de l'article. Ces liens sont à choisir avec parcimonie suivant les règles définies. Si un lien sert de source à l'article, son insertion dans le texte est à faire par les notes de bas de page.
- La présentation des références doit suivre les conventions bibliographiques. Il est recommandé d'utiliser les modèles {{Ouvrage}}, {{Chapitre}}, {{Article}}, {{Lien web}} et/ou {{Bibliographie}}. Le mode d'édition visuel peut mettre en forme automatiquement les références.
- Insérer une infobox (cadre d'informations à droite) n'est pas obligatoire pour parachever la mise en page.

Pour une aide détaillée, merci de consulter Aide:Wikification.
Si vous pensez que ces points ont été résolus, vous pouvez retirer ce bandeau et améliorer la mise en forme d'un autre article.
Pour les articles homonymes, voir Calatafimi.
Le Calatafimi (fanion « CM ») était un destroyer (puis, plus tard, un torpilleur) italien de la classe Curtatone, lancé en 1923 pour la Marine royale italienne (en italien : Regia Marina).

## Conception et description
Les navires lancés entre 1922-23 qui suivirent la classe Palestro étaient supérieurs en tonnage et dimensions, mais semblables d’apparence et d’armement. Ils n’avaient plus notamment ce gouvernail remontant sur le cul, caractérisant les destroyers Italiens de l’époque.
Ces navires avaient une longueur totale de 84,94 mètres, une largeur de 8,02 mètres et un tirant d'eau de 2,46 mètres. Ils déplaçaient 890 tonnes à charge normale, et 900 tonnes à pleine charge. Leur effectif était de 6 officiers et 102 sous-officiers et marins
Les Curtatone étaient propulsés par deux turbines à vapeur Zoelly, chacune entraînant un arbre d'hélice et utilisant la vapeur fournie par quatre chaudières Thornycroft. La puissance nominale des turbines était de 22 000 chevaux-vapeur (16 400 kW) pour une vitesse de 32 nœuds (59 km/h) en service. Ils avaient une autonomie de 1 800 milles nautiques (3 300 km) à une vitesse de 15 noeuds (28 km/h).
Leur batterie principale était composée de 2 canons jumelés Schneider-Armstrong Mod. 1919 de 102/45 mm. La défense antiaérienne (AA) des navires de la classe Curtatone était assurée par 2 canons simples Armstrong Mod. 1914 de 76/30 mm. Ils étaient équipés de 6 tubes lance-torpilles de 450 millimètres (21 pouces) dans deux supports triples au milieu du navire. Les Curtatone étaient également équipés d'un équipement pour le transport et la pose de 16 mines.

## Construction et mise en service
Le Calatafimi est construit par le chantier naval Cantiere navale fratelli Orlando à Livourne en Italie, et mis sur cale le 1er décembre 1920. Il est lancé le 17 mars 1923 et est achevé et mis en service le 29 mai 1924. Il est commissionné le même jour dans la Regia Marina.

## Histoire de service

### Les années 1920 et 1930
Encadré dans le IIIe escadron de destroyers, le destroyer Calatafimi commence le 1er juillet 1924 des activités d'entraînement dans la mer Tyrrhénienne,.
Dans les années 1920 et 3019, l'unité a effectué diverses croisières en Méditerranée. En décembre 1925, le Calatafimi est transféré au IVe escadron de destroyers, qui fait partie de la Division des torpilleurs (intégré, en 1927, à la IIe Escadre navale), prenant part à divers exercices (presque toutes les manœuvres navales de l'époque).
Le 4 novembre 1927, le destroyer accueille à son bord le roi d'Espagne en visite en Italie avec sa cour. En avril 1928, le Calatafimi se rend à Corinthe, touchée par un tremblement de terre, pour fournir aux victimes des médicaments et du personnel de la Croix-Rouge,. En 1930, le navire subit des modifications qui permettent de relever la cheminée avant.
En 1929, le destroyer, ainsi que ses navires-jumeaux (sister ships) Castelfidardo, Curtatone et Monzambano, constituent le VIIIe escadron de destroyers qui, avec le VIIe escadron de destroyers (composée des unités de la classe Palestro) et le croiseur éclaireur Augusto Riboty, forment la IVe flottille de destroyers, appartenant à la IIe division de torpilleurs, partie de la IIe escadre navale basée à Tarente. En 1931, le Calatafimi, ainsi que le Riboty, le Castelfidardo et les torpilleurs Ippolito Nievo et Fratelli Cairoli, forment la IIIe flottille de destroyers, qui fait partie de la IVe division navale..
Entre 1929 et 1932, le navire, avec des unités de l'escadron, participe à diverses croisières vers Constantinople, le Dodécanèse, la Libye, la Grèce, la Cyrénaïque, l'Égypte, le Liban, puis à nouveau vers le Dodécanèse et la Grèce. En octobre 1929, le Calatafimi effectue une croisière en Turquie et dans le Dodécanèse, tandis qu'au cours de l'été 1930, il effectue une croisière qui le mène en Libye et dans divers ports de Grèce. A bord du navire, à cette époque, sert également le sous-lieutenant de vaisseau (sottotenente di vascello) Mario Milano, future médaille d'or de la valeur militaire.

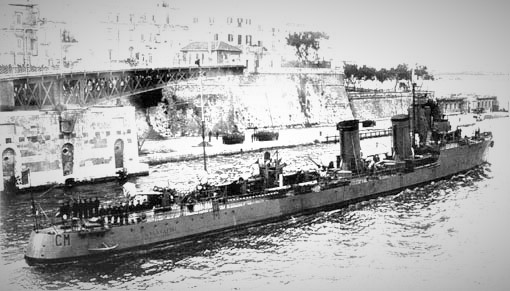
Le navire dans sa configuration originale dans les années 1920.

En 1933, le destroyer subit une période de grands travaux à Brindisi. Entre 1934 et 1935, le navire est stationné dans le Dodécanèse et opère intensivement dans ces eaux. L'unité est ensuite affectée au VIe escadron de destroyers, basée d'abord à Messine, puis en Cyrénaïque (où le Calatafimi est temporairement détaché) et enfin à La Spezia. Le navire est fréquemment exploité pour le compte de l'Académie navale de Livourne.
Le 11 avril 1937, le destroyer, quittant le port de Livourne, éperonne le vapeur Marzamemi, devant ainsi passer quelques mois au chantier pour réparer les graves dommages à l'étrave,.
Le 1er octobre 1938, le Calatafimi est déclassé en torpilleur, et affecté au XVIe escadron de torpilleurs.
Entre 1939 et 1940, le navire, comme les autres unités de la classe, subit d'autres travaux de modification, qui impliquent le remplacement des deux canons Armstrong 1914 de 76/30 mm par 2 (ou 4) canons simples Scotti-Isotta Fraschini 1939 de 20/70 mm (placées à la place des canons de 76 mm) et 2 mitrailleuses de 8/80 mm (placées sur le château),. . Plus tard, deux lanceurs de grenades sous-marines sont également embarquées.
Le 24 avril de la même année, le lieutenant de vaisseau (tenente di vascello) Giuseppe Brignole prend le commandement du Calatafimi et reste à la tête de l'unité pendant les trois ans et demi qui suivent, jusqu'à sa capture après l'armistice du 8 septembre 1943 (Armistice de Cassibile).

### La deuxième guerre mondiale

#### 1940
Lors de l'entrée de l'Italie dans la Seconde Guerre mondiale, le 10 juin 1940, le Calatafimi fait partie du XVIe escadron de torpilleurs (qu'il forme avec ses navires-jumeaux Monzambano, Curtatone et Castelfidardo et les vieux torpilleurs Giacinto Carini e Giuseppe La Masa), basé à La Spezia. Le navire est employé dans des missions d'escorte, de pose de mines et de chasse anti-sous-marine.
Le 13 juin 1940 à 20h00, le torpilleur quitte La Spezia en escortant le mouilleur de mines auxiliaire Elbano Gasperi, chargé de poser des barrages de mines dans la partie de la mer faisant face à la côte entre Gênes et Savone. A 4h10 le 14 juin, une vigie du Calatafimi aperçoit quelques unités à travers ses jumelles: le commandant Brignole identifie ces navires comme des destroyers français. Ces unités appartiennent en fait à une formation française, composée des croiseurs lourds Dupleix et Colbert (appartenant à la IIIe division de croiseurs de la Marine nationale) et des destroyers Vautour, Albatros, Guépard, Valmy et Verdun (ces trois derniers initialement séparés et en avance), dirigée sur Gênes pour bombarder ses installations industrielles et la zone portuaire (une autre formation française est dirigée contre Savone et Vado Ligure). Après avoir ordonné au Gasperi de se déplacer sous la côte et de retourner à Gênes à vitesse maximale (le mouilleur de mines change immédiatement de cap et se déplace sous la côte comme prévu, se cachant dans la brume), le commandant Brignole ordonne le poste de combat, et le Calatafimi se dirige à pleine vitesse vers la formation ennemie, apercevant peu après également deux croiseurs (au milieu) et trois autres destroyers (sur les côtés). Malgré la disparité des forces, le Calatafimi, après avoir signalé l'observation à Supermarina, s'approche à courte distance, en pointant ses canons et en préparant ses tubes lance-torpilles pour le lancement. Confiant dans les conditions météorologiques favorables (la brume et la pluie rendent l'observation difficile, en plus du fait que la silhouette du torpilleur serait confondue avec la côte), Brignole pense pouvoir s'approcher sans être aperçu afin de lancer à la distance la plus courte possible, augmentant ainsi les chances de succès. Le commandant du navire italien pense également à attaquer les croiseurs, une cible plus valable, mais, pour ne pas se faire repérer plus facilement, le navire devait éviter de changer beaucoup de cap, en manœuvrant avec ses seuls moteurs, donc Brignole décide d'attaquer les destroyers, qui sont plus proches, comme il l'a prévu précédemment. Pendant que l'on prépare les données à fournir aux tubes lance-torpilles, la formation française, disposée en ligne de relèvement, se met en ligne pour employer tous les gros canons.
La formation qui se dirige sur Vado Ligure ouvre le feu en premier, contré (mais sans résultats particulièrement remarquables) par les batteries côtières et par quelques vedettes-torpilleurs MAS (Motoscafo Armato Silurante), et peu après, à 4h26, le groupe dirigé contre Gênes ouvre également le feu à 6 000-7 000 mètres, tirant sur le port et les installations d'Ansaldo, continuant jusqu'à 4h40,. Immédiatement après le Calatafimi commence à tirer, contre les unités françaises, qui n'ont pas remarqué le navire italien jusqu'alors. Après l'avoir repéré à cet endroit, les unités ennemies déplacent leur feu sur le torpilleur qui, manœuvrant en zigzag parmi les salves qui tombent très près, continue à tirer avec le canon de proue (dont le tir est forcément imprécis en raison des approches continues) et à s'approcher de la formation ennemie, contre laquelle, ayant atteint une distance de moins de 3 000 mètres, il lance deux torpilles. Un peu plus tard, ayant réduit davantage la distance, après un virage plus marqué, le Calatafimi lance deux autres torpilles. À ce moment-là, le destroyer Albatros est sérieusement endommagé par un obus tiré par les batteries côtières (la batterie Mameli de Gênes), qui touche la salle des machines. L'avarie est saluée par l'équipage du torpilleur qui crie «Viva l'Italia, viva il Re!» (" Vive l'Italie, vive le Roi ! "), car beaucoup croient que le tir provenait du Calatafimi. Brignole rapporte cependant l'ordre au mégaphone, devant poursuivre l'action. Malgré le fait qu'aucune des quatre torpilles lancées n'ait fait mouche, la formation française, étonnée par cette réaction inattendue, visée par les tirs de plus en plus précis de la batterie Mameli et n'ayant aucune idée de la force réelle des forces italiennes, fait marche arrière et se retire à grande vitesse, craignant un piège, à 4h48. Le Calatafimi poursuit d'abord la formation française, en tirant deux autres torpilles, malgré la distance et la disparité de vitesse, dont la première est cependant sortie de la cible en raison d'une approche trop rapide, tandis que la seconde, défectueuse, est restée coincée à moitié dans et hors du tube. L'équipage, poussé par l'enthousiasme, aurait voulu continuer la poursuite, mais le commandant Brignole, considérant que le Calatafimi était complètement indemne, que le stock de torpilles était épuisée et qu'il semblait que Gênes n'avait subi aucun dommage (en réalité il y a eu quelques dommages et pertes, très faibles), juge inutile de continuer, courant des risques inutiles. Le torpilleur change donc de cap, se dirigeant vers Gênes tandis que le canon arrière continue à tirer, pendant un certain temps, sur la formation française qui s'éloigne.
Dans un premier temps, le torpilleur est poursuivi par le destroyer Vautour, qui riposte avec sa propre artillerie. Le navire italien n'est pas touché, bien qu'il subisse de légers dommages dus aux éclats d'obus, tandis que l'unité française doit finalement abandonner la poursuite pour rejoindre sa formation. Le Calatafimi entre dans Gênes avec le drapeau de combat à terre et le grand pavois hissé. Pour l'action contre la formation française, le commandant Brignole reçoit la médaille d'or de la valeur militaire.
Quelques jours après l'action à Gênes, le torpilleur est utilisé, dans son propre rôle, pour un film de propagande de l'Istituto Luce, "Alba di guerra sul Mar Ligure" (Aube de la guerre sur la mer Ligure), dans lequel la bataille du 14 juin 1940 est reproduite,.
Plus tard, le Calatafimi est affecté aux escortes sur les routes de la Basse Adriatique entre l'Italie et l'Albanie,, basé à Brindisi et encadré dans le VIe groupe de torpilleurs. En effet, le 21 octobre 1940, avec la reconstitution du Comando Superiore Traffico Albania (Maritrafalba, déjà actif précédemment du 5 septembre 1940 à sa première dissolution, le 12 octobre 1940, mais sans le Calatafimi sous son commandement), le navire est déplacé à Brindisi et affecté avec d'autres unités (deux anciens destroyers, neuf autres torpilleurs, quatre croiseurs auxiliaires et le XIIIe escadron MAS (Motoscafo Armato Silurante)), à ce commandement, pour des missions d'escorte de convois à destination et en provenance d'Albanie ainsi que de recherche et de chasse anti-sous-marine.
Le 23 octobre 1940, le Calatafimi commence sa première mission à Maritrafalba, en escortant vers Durrës, en compagnie du croiseur auxiliaire Capitano A. Cecchi, le navire à vapeur Campidoglio et le navire à moteur Città di Marsala, avec 20,2 tonnes de matériel. Le Calatafimi et le Capitano A. Cecchi quittent alors Durrës à 7 heures du matin le 25 octobre, escortant les deux navires marchands du voyage aller plus un troisième, le vapeur Casaregis, qui revient vide. Le convoi arrive à Bari à 3h30 le 26, mais sans le Calatafimi, qui doit abandonner la mission et se réfugier à Lagosta, où il arrive à 13 heures le 26, en raison des mauvaises conditions météorologiques.
Le 22 novembre, le torpilleur, accompagné du petit croiseur auxiliaire Lago Tana, quitte Brindisi à 5h40 à destination de Durrës, où il arrive à 11h45, escortant le vapeur Firenze et le cargo Barbarigo, transportant 781 soldats, 38 quadrupèdes et 59 tonnes de fournitures. À 18h30 le 24 novembre, le Calatafimi quitte Durrës en escortant les vapeurs déchargés Antonietta Costa et Boumer, à destination de Bari, où ils arrivent à 13h30 le 25.
Le 27 du même mois, l'unité appareille de Bari à 4 heures du matin avec le croiseur auxiliaire Arborea, escortant les vapeurs Italia et Quirinale et le navire à moteur Donizetti, transportant 2 886 hommes, 105 quadrupèdes et 278 tonnes de ravitaillement, et atteint Durrës à 13h50 du même jour. Le Calatafimi quitte Durrës à 5h20 le 29 novembre, pour escorter jusqu'à Bari les trois transports de troupes du voyage aller, qui reviennent vides. Le convoi arriveau port à 17h15 le même jour.
Le 4 décembre à 3h05 du matin, le Calatafimi quitte Brindisi en escortant les cargos Absirtea, Titano et Silvano, qui transportent 313 soldats, 1 621 quadrupèdes et 117 tonnes de fournitures à Vlora. Les navires arrivent au port à 12h05 le même jour. Le torpilleur quitte Vlora à minuit le 8 décembre, escortant les vapeurs déchargés San Luigi, Giglio et Absirtea, arrivant à Brindisi huit heures plus tard, à 8 heures du matin le même jour.
De retour à Vlora, le navire part le 11 décembre, à 9 heures, en escortant les steamers vides Absirtea, San Luigi et Silvano, avec lesquels il arrive à Brindisi le 12 à 2 heures du matin. Le 14 décembre à 3h45, le Calatafimi quitte Brindisi en escortant les vapeurs Albano et Neghelli et le pétrolier Strombo, des navires marchands utilisés pour le trafic civil, et arrive à Vlora à 17h00. Le torpilleur quitte Vlora le 15 à 7 heures du matin, escortant le navire à moteur Narenta, le pétrolier Conte di Misurata et le cargo Scarpanto, également employés pour le service civil, avec lesquels il arrive à Brindisi à 18h15.
Le 22 décembre, à 5 heures du matin, le Calatafimi et le Capitano A. Cecchi quittent Bari pour escorter les vapeurs Aventino et Monstella (ce dernier est arrivé à Bari en provenance d'Ancône, où il avait été chargé), transportant 1 027 hommes, 87 quadrupèdes et 48 tonnes de provisions : le convoi atteint Durrës à 15h15 le même jour, après avoir évité quelques torpilles lancées par un sous-marin resté inconnu. Le 25 décembre à 17h30, le navire quitte Durrës pour Bari, escortant les vapeurs Quirinale et Garigliano et le navire à moteur Città di Savona, déchargé, et arrivant à Bari à 8h50 le jour suivant.
Le 27 décembre à 18h00, le torpilleur, avec le croiseur auxiliaire Brioni, quitte Bari pour escorter les navires à moteur Città di Savona et Città di Bastia et le vapeur Diana, à destination de Durrës avec 1 718 soldats, 382 quadrupèdes et 309 tonnes de fournitures: le convoi arrive dans le port albanais à 16h45 le lendemain. Le Calatafimi reprend la mer le 29 décembre à 13h30, quittant Durrës et se dirigeant vers Bari, où il arrive à 1h00 le 30, escortant les trois navires marchands du voyage aller, qui reviennent vides.

#### 1941
Le Calatafimi commence l'année 1941 par une mission d'escorte, partant à 4 heures du matin le 3 janvier de Bari, avec le croiseur auxiliaire Barletta, pour escorter le croiseur auxiliaire Città di Genova (utilisé comme transport), le navire à moteur Verdi et les vapeurs Italia et Milano vers Durrës. Cependant, en raison de la mer agitée, le convoi doit se replier sur Brindisi, tandis que le Calatafimi retourne à Bari. Le torpilleur quitte Bari à 18h00 le 5 janvier, escortant les steamers Miseno et Stampalia et le petit pétrolier Abruzzi en service civil, avec lesquels il atteint Durrës à 12h45 le lendemain. Le 8 janvier, à 8h30, le torpilleur quitte Durrës pour Bari, où il arrive à 21 h, escortant deux navires marchands déchargés, le navire à moteur Donizetti et le vapeur Sant'Agata.
Le 9 janvier, à 21h20, le navire appareille de Bari pour escorter vers Durrës les navires à vapeur Laura C., Goffredo Mameli et A. Contarini, les deux premiers ayant à leur bord 25 soldats, 99 véhicules et 4 819 tonnes de fournitures, le troisième étant utilisé pour le trafic civil. Le convoi atteint le port albanais à 12h30 le 10 janvier, et le Calatafimi part à 10h15 le 11, escortant le Abruzzi et le Miseno qui retournent à vide à Bari, où ils arrivent à 17h le 12 janvier.
Le 13 janvier à 23 heures, le Calatafimi et le Barletta quittent Bari pour Durrës, escortant le cargo Tergestea, le navire à passagers Città di Bastia et le vapeur Aventino, transportant 1 822 hommes, 166 véhicules et 1 580 tonnes de fournitures: les navires arrivent à Durrës à 13h50 le 14 janvier. Le 16 janvier, à 7h45, le torpilleur quitte Durrës à destination de Bari, où il arrive à 1h15 le lendemain, escortant le vapeur Milano et les navires à moteur Città di Marsala et Città di Bastia, qui sont déchargés.
Le Calatafimi quitte Bari le 17 janvier à 22 heures, escortant les vapeurs Bolsena, employé au trafic civil, Diana et Monstella, transportant 151 soldats, 900 quadrupèdes et 78 tonnes de matériel. Le convoi atteint Durrës à 11h15 le 18 janvier. Le 21 janvier à 9h40, le torpilleur quitte Durrës pour escorter le vapeur Monstella et les navires à moteur vides Città di Agrigento et Città di Trapani jusqu'à Brindisi, avec lesquels il arrive à Brindisi à 21h30.
Le 27 janvier 1941 à 7h15, le Calatafimi quitte Brindisi avec le croiseur auxiliaire Egeo, pour escorter vers Vlora les vapeurs Piemonte et Galilea et le navire à moteur Piero Foscari, avec le premier détachement de la 2e division d'infanterie "Sforzesca" (2ª Divisione fanteria "Sforzesca") (4 365 hommes, 14 véhicules, 550 tonnes de matériel). Le convoi arrive dans le port albanais à 15h00. Le torpilleur quitte Vlora le 29 janvier à 9h00, escortant le navire à moteur Foscari et le vapeur Diana, qui sont déchargés, arrivant à Brindisi à 18h40 et repartant le même jour pour escorter le Aventino et le Città di Bastia, également vides, qu'il emmena de Brindisi à Bari.
Le 31 janvier à 00h00, le navire, ainsi que le Città di Genova, quittent Bari en escortant les navires à moteur Città di Savona, Rossini, Puccini et Birmania, avec 2 563 soldats, 121 véhicules et 147 tonnes de fournitures, arrivant à Durrës après douze heures de navigation. Le Calatafimi quitte Durrës à 7h30 le 1er février, à destination de Bari en escortant le Citta di Savona, le Rossini et le Puccini, qui sont vides, mais le convoi doit rentrer au port en raison d'une mer agitée, partant à 20h30 le 2 et arrivant à Bari le matin du 3.
Ce même 3 février, à 20 heures, le torpilleur quitte Bari en escortant les vapeurs Hermada et Tagliamento, à destination de Durrës avec 68 soldats, 512 quadrupèdes, 5,7 tonnes de munitions et 34,5 tonnes d'autres matériels, arrivant à destination le 4 à midi. Deux jours plus tard, le 6 à 2h45 du matin, le Calatafimi appareille de Durrës pour Bari en escortant les navires à moteur Città di Tripoli et Città di Bastia et le vapeur Rosandra, tous déchargés, arrivant dans le port des Pouilles à 15h40 du même jour.
Le 11 février, à 3h50, le Calatafimi et le Barletta quittent Bari pour Durrës, où ils arrivent à 17h00 pour escorter les navires à moteur Città di Bastia, Città di Alessandria et Puccini et le vapeur Sagitta, transportant 2 296 hommes, 28 véhicules et 6 035 tonnes de fournitures. Le 12 février à 9h15, le torpilleur appareille de Durrës en escortant le Citta di Bastia et le Citta di Alessandria vides, avec lesquelles il atteint Bari à 23h30.
Le 15 février, à 5h15, l'unité quitte Bari en même temps que le Barletta, afin d'escorter vers Durrës, où elle arrive à 17h, le vapeur Italia et les navires à moteur Donizetti, Rossini et Narenta, avec le premier groupe de la division d'infanterie "Puglie" (2 857 hommes et 968 tonnes de fourrage et autres matériaux). Le 17 février, à 4h30, le Calatafimi quitte Durrës pour Bari, escortant le Donizetti, le Rossini et le Narenta, déchargés, avec lesquels il atteint Bari à 11h30.
Le 21 février, à 22h30, le torpilleur appareille de Bari avec le Capitano A. Cecchi, escortant le Verdi, le Donizetti, le Città di Alessandria et le Città di Savona, à destination de Durrës avec 2 875 hommes et 1 200 tonnes de fournitures. Cependant, en raison de conditions météorologiques défavorables, le convoi doit retourner à Bari, partant à 20h45 le 22, et arrivant finalement à Durrës à 8h30 le 23. Le Calatafimi quitte ensuite le port albanais à 16h40 le 25 février, escortant jusqu'à Bari, où il arrive à 7h30 le lendemain, trois des navires à moteur en partance (à l'exception du Donizetti) qui reviennent vides.
Le 2 avril, à 22h45, le torpilleur appareille de Brindisi en escortant le Abruzzi et le Neghelli, transportant 811 tonnes d'essence et 430 tonnes de gazole, et arrive à Durrës à 14h45 le lendemain. L'unité quitte le port albanais à 1h20 du matin le 4 avril, escortant deux cargos déchargés, le navire à moteur Riv et le vapeur Buffoluto, avec lesquels elle atteint Bari après treize heures de navigation.
Le 5 avril, le Calatafimi, son navire-jumeau Monzambano et le croiseur auxiliaire Brindisi escortent le Italia et les navires à moteur Rossini, Puccini et Città di Marsala de Bari à Durrës, chargés de 3 645 soldats et de 224 tonnes de fournitures. De retour en Italie, le Calatafimi quitte Bari à 21h30 le 7 avril, escortant jusqu'à Durrës les vapeurs Monstella, Contarini et Casaregis, chargés de 561 quadrupèdes, 135 véhicules et 2 660 tonnes de fournitures, ainsi que 130 soldats. Le convoi arrive à Durrës le 8 à 18h45, et le torpilleur quitte le port albanais à 10 heures le 9 avril, escortant le navire à moteur Città di Bastia, avec 140 soldats rentrant chez eux, et les vapeurs Milano, avec 205 blessés légers, et Sant'Agata, déchargé. Les navires atteignent Bari à 6h45 le 10 avril.
Dans la soirée du 21 avril, le navire atteint le point "Y", au large de Brindisi, où il prend en charge l'escorte du Capitano A. Cecchi d'un convoi parti de Bari à 19h30 ce jour-là et composé des vapeurs Neghelli, Rinucci, Carlotta et Turiddu (les trois premiers chargés de 798 tonnes d'essence, 997 tonnes de provisions et 379 tonnes d'autres fournitures, le quatrième servant au trafic civil). Le convoi arrive à Durrës à 19h15 le lendemain. Le 22 avril, à 4h30 du matin, le Calatafimi et le Monzambano quittent DurrËs pour Bari, escortant le navire à moteur Maria et les vapeurs vides Armando et Albachiara. Les navires arrivent au port à 9h30 le 23.
Le 23 avril, à 4 heures du matin, le torpilleur quitta Brindisi en escortant les vapeurs Tagliamento, Nennella et Bolsena avec du fourrage et d'autres fournitures, et arriva à DurrËs à 15h30. Le navire quitte ce port à 3h15 le 25 avril, escortant les navires à moteur déchargés Puccini et Città di Marsala jusqu'à Bari, où il arrive à 15h40.
Le 27 avril à 16h30, le Calatafimi quitte Bari pour escorter les vapeurs Bucintoro, Albachiara et Contarini, avec 1 426 tonnes de provisions et 1 076 tonnes de fourrage, arrivant à Durrës à 8h30 le 28. Le torpilleur part à 3 heures du matin le 29, escortant de Durrës à Bari, où il arrive à 8 heures du soir du même jour, les vapeurs vides Elvira Vaselli, Nennella, Fanny Brunner et Albano.
Quelques heures plus tard, le torpilleur, qui retourne rapidement à Brindisi, prend la relève du vieux destroyer Carlo Mirabello dans l'escorte d'un convoi, parti de Bari à 20h30 et à destination de Vlora, composé des vapeurs Ascianghi et Maddalena (plus un troisième, le Carmela, resté à Brindisi), chargé de 427 tonnes de fourrage, 93,5 tonnes de viande congelée et cinq tonnes de provisions. Le convoi atteint Vlora à 13h45 le 30 avril, et à 19h30 le même jour, le Calatafimi quitte Bari en escortant le Milano et le City of Marsala, déchargé, pour arriver à Durrës à 8h20 le 1er mai.
Le 5 mai 1941, le navire, qui fait partie du XVIe escadron de torpilleurs avec ses navires-jumeaux Curtatone, Castelfidardo et Monzambano, est placé sous le commandement du nouveau Groupe naval de la mer Égée du Nord (Marisudest), basé à Athènes et opérant dans la mer Égée en coopération avec la Kriegsmarine,. Transféré au Pirée, le navire commence des missions d'escorte en mer Égée, avec pour destinations la Crète et la Cyrénaïque,.
Le 24 mai, le navire est envoyé, avec les torpilleurs Perseo et Calliope, pour renforcer l'escorte (composée du destroyer Freccia et des torpilleurs Procione, Orione et Pegaso) d'un convoi composé des transports de troupes Conte Rosso, Marco Polo, Esperia et Victoria, qui quitte Naples à 4h40 ce jour-là et se dirige vers Tripoli. Cependant, le Calatafimi, le Perseo et le Calliope quittent le convoi et rentrent à la base à 19h10. Un peu plus tard, à 20h40, le convoi est attaqué par le sous-marin britannique HMS Upholder (P37) qui torpille et coule le Conte Rosso, avec la mort de 1 297 hommes.
Le 29 mai, le Calatafimi quitte Catane en même temps que le Città di Genova, escortant les vapeurs allemands Bellona, Tinos et Savona, chargés de personnel et de matériel de la Wehrmacht, jusqu'au Pirée, où le convoi arrive à 8 heures le 1er juin. Le 30 juin, le torpilleur escorte le pétrolier Celenus de Thessalonique au Pirée.
Le 10 juillet 1941, le Calatafimi et un autre torpilleur, le Climene, endommagent le sous-marin HMS Torbay (N79), qui a lancé deux torpilles, à la position géographique de 37° 30′ N, 24° 16′ E (canal de Zea), contre le pétrolier Strombo, l'endommageant gravement (le navire a deux personnes manquantes, mais il peut être remorqué à Salamine par le torpilleur Monzambano). Le 21 juillet, le Calatafimi et le torpilleur Sagittario escortent du Pirée à Souda les vapeurs allemands Livorno, Castellon et Savona, avec du personnel et du matériel des forces allemandes. Cinq jours plus tard, avec le torpilleur Cassiopea, le Calatafario escorte de Souda au Pirée les vapeurs allemands Castellon, Savona, Caterina et Artemis, également chargés de troupes et de fournitures de la Wehrmacht, tandis que le 28 juillet, l'unité escorte le vapeur Caterina Madre, naviguant du Pirée à Salonique avec du personnel des forces armées italiennes et allemandes.
Le 1er septembre, le Calatafimi escorte du Pirée aux Dardanelles le pétrolier Cordelia, à destination de la mer Noire pour charger du naphte en provenance de Roumanie, tandis qu'une semaine plus tard, l'unité escorte du Pirée à Souda le vapeur allemand Santa Fè, avec du personnel et du matériel de la Wehrmacht.
Dans l'après-midi du 3 octobre, le Calatafimi, le Monzambano et un autre torpilleur, le Aldebaran, quittent Thessalonique pour le Pirée, escortant les pétroliers français Torcello et Théophile Gautier. Le 4 octobre à 18h40, le Gautier est touché par une torpille lancée par le sous-marin britannique HMS Talisman (N78), et coule à huit milles nautiques (15 km) au nord de l'île de Jura, à la position géographique de 37° 51′ N, 24° 35′ E,. Le Monzambano contre-attaque immédiatement en larguant des grenades sous-marines. Après avoir sauvé tout l'équipage du Gautier, les trois torpilleurs et le Torcello reprennent la navigation, arrivant au Pirée sans autre problème le 5 octobre.
Le 11 octobre, le Calatafimi, le Castelfidardo, le Sella et le torpilleur Lupo escortent du Pirée à Kavala (près de Thessalonique) les vapeurs Trapani, Elli, Caterina M. et Volodda, chargés de personnel et de matériel de la Wehrmacht, le Elli et le Trapani continuent ensuite seuls vers Thessalonique. Six jours plus tard, le Calatafimi et le Castelfidardo escortent des Dardanelles au Pirée les pétroliers bulgares et roumains Balčik et Balkan. Le convoi est attaqué cependant par le sous-marin britannique HMS Thunderbolt (N25). L'unité ennemie, aperçoit le convoi (mais seulement les deux navires marchands) à 10h11 le 18 octobre à la position géographique de 37° 41′ N, 23° 51′ E, cap 145°, à 11h08 lance trois torpilles contre le Balčik, à une distance d'environ 1 000 mètres,. Cependant, le pétrolier est manqué et, de 11h44 à 12h05, les unités d'escorte larguent onze grenades sous-marines sur l'emplacement du sous-marin (sans toutefois l'endommager), pour se retirer à 13h00.

#### 1942
Le 11 février 1942, le Calatafimi, avec le Arborea, escorte de Bari à Patras, via Corfou, les navires à moteur Donizetti (de Brindisi) et Viminale, le vapeur Galilea et le pétrolier allemand Ossag (de Brindisi), avec des troupes et du matériel. Le lendemain, le torpilleur escorte le pétrolier Devoli de Vlora à Corfou, tandis que le 13 février, avec le Arborea et le vieux torpilleur Rosolino Pilo, il escorte le Galilea, le Viminale, le Devoli et le Ossag de Corfou à Patras.
Le 1er mars, le navire, avec le torpilleur Lupo, escorte les pétroliers Prodomos et Albaro du Pirée aux Dardanelles, en faisant escale à Kavala (près de Thessalonique). Le 4 mars, les deux torpilleurs escortent le vapeur Capo Pino, naviguant du Pirée à Kavala puis aux Dardanelles, et deux jours plus tard ils escortent le Barletta du Pirée à Thessalonique. Le 11 mars, le Calatafimi et le Lupo escortent le Barletta de Chálki à Oraioi, et trois jours plus tard les deux unités escortent le même vapeur de Thessalonique à Héraklion.
Le 15 mars, le Calatafimi escorte de Tríkeri à Thessalonique les vapeurs Tagliamento, Pier Luigi et Santa Fè, tandis que cinq jours plus tard, il escorte de Kavala au Pirée, avec une vedette-torpilleur MAS, les vapeurs Volodda et Neghelli. Le 26 mars, le torpilleur, accompagné de deux patrouilleurs allemands, escorte le vapeur Burgas et l'ex-pétrolier grec Petrakis Nomikos, sur la route de Thessalonique au Pirée, tandis que le 30 mars, le Calatafimi escorte le petit vapeur Tabarca du Pirée à Leros.
Le 3 avril 1942, le Calatafimi, le Monzambano et le croiseur auxiliaire Brindisi, avec trois patrouilleurs allemands, escortent du Pirée à Souda les navires à moteur Città di Agrigento, Città di Alessandria et Città di Savona, les vapeurs Delos et Teseo et le pétrolier Elli. Trois jours plus tard, les deux torpilleurs et le croiseur auxiliaire escortent les trois navires à moteur et le Delos de Souda au Pirée. Le 10 avril, le Calatafimi, le Monzambano et le Brindisi escortent à nouveau les quatre mêmes navires marchands du Pirée à Souda, tandis que le 21 avril, le Calatafimi seul, avec un patrouilleur allemand, escorte le pétrolier Rondine de Souda à Iraklion. Le lendemain, le torpilleur, toujours avec le Brindisi et le Monzambano et avec l'ajout d'un patrouilleur allemand, escorte les navires à moteur Città di Agrigento, Città di Alessandria et Città di Savona de Suda au Pirée. Le 28 avril, les trois unités italiennes escortent du Pirée à Héraklion les navires Città di Agrigento, Città di Savona et Delos.
Le 2 mai, le Calatafimi, le Monzambano et le Brindisi, ainsi que deux patrouilleurs de la Kriegsmarine, escortent les navires Città di Agrigento, Città di Savona, Delos et Santa Fè d'Héraklion au Pirée. Huit jours plus tard, le torpilleur, avec le Brindisi et le Lupo, ainsi que deux patrouilleurs de la Kriegsmarine, escorte le Città di Agrigento et le Città di Savona d'Héraklion au Pirée. Le 15 mai, le Calatafimi, le torpilleur Sirio, le Brindisi et deux patrouilleurs allemands escortent du Pirée à Souda les navires Città di Agrigento, Città di Alessandria, Città di Savona, Tagliamento, Tabarca et Santa Fè. Le 21 mai, les trois unités italiennes, ainsi que quatre patrouilleurs allemands, escortent les Città di Agrigento, Città di Alessandria, Città di Savona, Ossag et Santa Fè de Souda au Pirée, tandis que cinq jours plus tard, le Calatafimi et le Lupo escortent le pétrolier Rondine de Patras à Iraklion. Au cours de ce même 26 mai, le Calatafimi escorte le navire à vapeur Milano d'Héraklion au Pirée.
Le 17 juin, le Calatafimi, le Monzambano, le Sirio et le Barletta escortent les navires à moteur Città di Savona et Città di Alessandria et les vapeurs Tagliamento, Re Alessandro et Santa Fè du Pirée à Héraklion, et trois jours plus tard le Calatafimi, le Monzambano et le Barletta, avec deux patrouilleurs allemands, escortent les mêmes navires marchands (sauf le Tagliamento, à la place duquel se trouve le Città di Agrigento) sur le trajet opposé. Le 24 juin, le Calatafimi, le Sirio et le Barletta, avec le mouilleur de mines allemand Drache et deux patrouilleurs de la Kriegsmarine, escortent du Pirée à Souda  les Città di Alessandria, Città di Agrigento, Città di Savona, Re Alessandro, Delos et le vapeur Monstella.
Entre 1942 et 1943, le Calatafimi subit des travaux de modification, à la suite desquels l'un des deux canons jumelés Armstrong-Schneider 1919 de 102/45 mm est remplacé par un seul Armstrong-Schneider 1917 du même calibre. En outre, les deux tubes lance-torpilles de 450 mm sont débarqués et remplacés par une seule unité de 533 mm. Deux canons anti-aériens jumelés Breda Modèle 35 de 20/65 mm sont également embarqués.
Le 27 juillet, le torpilleur escorte le vapeur Cagliari du Pirée à Souda, qui quatre jours plus tard l'escorte de Souda à Iraklion.
Le 5 août, le Calatafimi, avec le Barletta, escorte du Pirée à Héraklion un convoi composé des vapeurs Luana et Panigaglia et des pétroliers Abruzzi et Adige. Le torpilleur continue ensuite vers Souda avec le Abruzzi. Le 12 août, l'unité escorte le vapeur Anna Maria Gualdi de Souda au Pirée, tandis que quatre jours plus tard, elle escorte le navire à moteur Donizetti du Pirée à Suda. Le 23 août, le Calatafimi escorte le vapeur Tripoli et le pétrolier Cerere de Souda au Pirée, et deux jours plus tard il escorte du Pirée à Souda, avec le Barletta et le torpilleur d'escorte Pegaso, les vapeurs Rhea, Pier Luigi et Palermo (ce dernier continue jusqu'à Iraklion) et le pétrolier Ossag.
Le 7 août 1942, l'unité escorte le navire à vapeur Wachtfels avec le Monzambano et le Barletta, lorsque, à 7h30, le convoi est attaqué par le sous-marin HMS Proteus (N29) dans les eaux crétoises, à une dizaine de milles nautiques (19 km) au nord-ouest de Milos. Touché par une torpille (sur les quatre lancées), le Wacthfels coule à la position géographique de 36° 55′ N, 24° 10′ E,.
Le 31 août 1942, à 9h30, le Calatafimi quitte Souda pour escorter vers Tobrouk, avec les torpilleurs Cassiopea et Monzambano (chef d'escorte), les pétroliers Abruzzi et Picci Fassio (arrivés à Souda en provenance de Tarente chargés d'essence pour Tobrouk) et le cargo Bottiglieri (à destination de Benghazi). Le convoi, qui avance à une vitesse de 7 nœuds (13 km/h), se dispose avec les trois navires marchands en ligne de front, le Calatafimi en tête de la formation et les deux autres unités sur les côtés. Le convoi dispose également d'une escorte aérienne composée d'avions italiens et allemands. A 19h30 le 1er septembre, le convoi subit une première attaque aérienne, par des bombardiers à haute altitude, à la suite de laquelle le Abruzzi (transportant 684 tonnes d'essence et deux tonnes d'autres matériaux), endommagé et immobilisé par quelques bombes tombées près de la coque, est abandonné par son équipage. Le Calatafimi, sur ordre du Monzambano, tente de remorquer le navire en difficulté, dont l'équipage est ramené à bord, mais après la rupture du câble de remorquage, le Abruzzi est de nouveau abandonné (l'équipage est pris en charge par le Calatafimi) et laissé à la dérive (il sera ensuite remorqué par d'autres unités jusqu'à Ras Hilal, où il arrive le 4 septembre), préférant concentrer l'escorte autour du Picci Fassio, qui reste indemne. Le Monzambano et le Calatafimi restent avec cette unité, tandis que le Cassiopea escorte le Bottiglieri à Benghazi. A 00h35 du 2 septembre, cependant, il y a une nouvelle attaque, portée par des bombardiers-torpilleurs: d'abord un feu indicateur est aperçu loin à l'arrière du convoi, sur le côté tribord, puis d'autres sur les côtés tribord, bâbord et avant du convoi. Des avions ennemis (peut-être trois) survolent la formation pendant plus d'une heure, puis, à 1h55 du matin, le Picci Fassio est touché par une torpille sur le côté bâbord, étant secoué par une violente explosion, tandis que les torpilleurs continuent à manœuvrer à grande vitesse, gardant leur distance, continuellement survolés par les avions. Le Picci Fassio coule finalement à 2h30 du matin, à la position géographique de 33° 26′ N, 22° 41′ E, à une trentaine de milles nautiques (56 km) au nord de Derna (Libye),. Le Calatafimi transporte l'équipage du Abruzzi au Pirée.
Le 1er octobre, le Calatafimi et le Barletta escortent d'Héraklion au Pirée les navires à vapeur Re Alessandro et Ardenna, tandis que le 6 octobre le Calatafimi seul, avec un chasseur de sous-marins allemand, escorte du Pirée à Héraklion les deux navires à vapeur Città di Alessandria et Città di Savona, et le lendemain, toujours avec l'unité allemande, escorte les quatre navires marchands qui reviennent d'Héraklion au Pirée.
Le 25 octobre, le Calatafimi quitte Tarente pour escorter vers Tobrouk, avec les torpilleurs Lira, Partenope et Ciclone, le convoi "TT", composé par le pétrolier Proserpina (avec 4 553 t de carburant à bord), dont 888 pour la Luftwaffe, 2 500 pour la Panzerarmee Afrika et 1 165 pour les forces italiennes) et les vapeurs Tergestea (avec 1 000 tonnes de carburant et 1 000 tonnes de munitions à bord) et Dora (avec 400 tonnes de ravitaillement). Dans la nuit du 25 au 26 octobre, le convoi subit une première attaque de bombardiers britanniques Vickers Wellington avec des bombes et des torpilles, sans causer de dégâts. Entre 12h10 et 12h30 le 26 octobre, le convoi subit un second bombardement par 18 Consolidated B-24 Liberator du 98th Bombardement Group volant à 600 mètres, dont il sort indemne, bien que plusieurs bombes soient tombées très près. A 14h30, à une trentaine de milles nautiques (56 km) de Tobrouk, le Proserpina a une panne de moteur et se laisse distancer, aidé par le Calatafimi. Après avoir rapidement réparé la panne, le pétrolier et le torpilleur tentent de rattraper le reste du convoi, qui poursuit sa route. Les navires sont également protégés par une escorte aérienne composée de deux bombardiers Junkers Ju 88, deux chasseurs Macchi M.C.202 "Folgore" et un chasseur Messerschmitt Bf 109. À 15h25, la partie du convoi comprenant le Dora, le Tergestea, le Ciclone, le Partenope et le Lira est attaquée par huit bombardiers-torpilleurs Bristol Beaufort du 47e escadron (47th Squadron) et cinq bombardiers Bristol Blenheim du 15e escadron (15th Squadron) de la  South African Air Force (armée de l'air sud-africaine), escortés par neuf Bristol Beaufighter des 252e et 272e escadron, à la recherche du pétrolier lui-même, qu'ils pensaient avoir détecté dans le Dora. La réaction de l'escorte abat deux avions et en endommage deux autres, après quoi les autres se retirent, car le Proserpina, leur cible, est absent.
Deux Beaufort, rejoints par deux Blenheim et un Beaufighter, cependant, ne croyant pas à la présence du pétrolier, n'attaquent pas et partent à la recherche, le long de la côte, du Proserpina, qu'ils trouvent quelques minutes plus tard avec le Calatafimi, qui le protège du côté de la mer. Le pétrolier vire à droite, visant les avions d'attaque pour les empêcher de lancer des torpilles à un bon angle, et, après que les avions aient fait un virage, maintenus sous un feu anti-aérien constant par le Calatafimi, pour lancer à un bon angle, le Proserpina vire à nouveau dans la direction opposée à la précédente, visant à nouveau sa proue sur les Beaufort. Cela fait que le pétrolier soit, pendant un bref moment, presque immobile. À ce moment, l'un des deux Beaufort (l'autre a été laissé sans torpille et ne reste dans la zone que pour attirer quelques tirs anti-aériens) vise le Proserpina, à une vitesse de 140 nœuds (260 km/h) et à une hauteur de 25 mètres. L'un des Blenheim bombarde et endommage le pétrolier, étant lui-même sérieusement endommagé, tandis que le second, touché, s'écrase sur l'un des mâts du pétrolier, étant détruit. Le Beaufighter attaque le Calatafimi à la place: cela détourne le Beaufort de l'attaque du Proserpina, le faisant échouer. Immédiatement après, cependant, un second Beaufort arrive, frappant le Proserpina à la poupe. Brûlant furieusement, après une longue agonie, le pétrolier coule en flammes à 30 milles nautiques (56 km) par 320° de Tobrouk. Rejoint par le Lira, le Calatafimi, en coopération avec lui, sauve 62 des 77 hommes à bord du pétrolier. Le reste du convoi n'arrive pas non plus indemne à destination. Vers 18h00, les navires sont attaqués par trois Wellington du 38e escadron et le Tergestea est touché par une torpille et coule à la position géographique de 32° 02′ N, 24° 04′ E après une explosion colossale, entraînant avec lui tout l'équipage de 80 hommes. Un des trois Wellington et abattu, mais seul le Dora peut finalement atteindre le port. Le commandant Brignole reçoit une médaille de bronze de la valeur militaire pour son assistance aux naufragés du Proserpina, qui peuvent tous être sauvés en peu de temps malgré le danger que représentait l'essence brûlante qui se déversait dans la mer autour du navire en détresse.
Le 31 octobre, le convoi que le navire escorte avec les torpilleurs Lira et Solferino, composé du pétrolier Ceres et des vapeurs Galiola et Ardenna, est attaqué sans succès à deux reprises, à 10h56 (avec cinq torpilles dirigées contre le Ceres, à la position géographique de 37° 30′ N, 24° 03′ E) et à 12h37, par le sous-marin britannique HMS Taku (N38), au large du cap Sounion.
Le 2 novembre, le navire, avec les torpilleurs Solferino et Lira, escorte de Souda au Pirée les vapeurs Artemis Pitta, Ardenna et Pugliola et le pétrolier Ceres. Le 7 novembre, le torpilleur, ainsi que le Sirio et le mouilleur de mines allemand Bulgaria, escortent les navires à vapeur Artemis Pitta, Burgas, Trapani et Macedonia du Pirée à Thessalonique, et trois jours plus tard, les trois mêmes navires escortent les navires à vapeur Potestas et Neghelli de Thessalonique au Pirée. Le 24 novembre, le Calatafimi et deux destroyers de la Kriegsmarine escortent le Città di Alessandria, le Città di Savona, le Ardenna et le Re Alessandro du Pirée à Souda, et deux jours plus tard, les trois mêmes unités escortent les quatre mêmes navires marchands de Souda au Pirée. Le 29 novembre, le Calatafimi et le Solferino escortent le Città di Savona, le Città di Alessandria, le Re Alessandro et le Ardenna, naviguant du Pirée à Iraklion, et le 1er décembre, ils escortent les quatre marchands faisant le trajet inverse.
Le 6 décembre, le Calatafimi escorte les navires à vapeur Alberta, Santa Fè et Pier Luigi du Pirée à Héraklion, avec deux chasseurs de sous-marins allemands, tandis que trois jours plus tard, avec le torpilleur Libra et le destroyer Euro, le navire escorte les navires Donizetti, Argentina et Ardenna de Rhodes au Pirée. Le 17 décembre, le torpilleur escorte le pétrolier Alfredo du Pirée à Iraklion. Le 23 décembre, le Calatafimi escorte, avec deux destroyers de la Kriegsmarine, le Città di Alessandria et les navires à vapeur Adriana, Santa Fè et Trapani sur la ligne Souda-Pirée, tandis que le jour de Noël 1942, il escorte le vieux navire à vapeur Pontinia du Pirée à Thessalonique.

#### 1943
La première mission d'escorte de 1943, pour le Calatafimi, commence le 5 janvier, lorsque le torpilleur, avec le Solferino et le destroyer allemand Hermes, doit escorter du Pirée à Souda le Città di Alessandria, le Città di Savona et le vapeur Santa Fè. Une semaine plus tard, le navire escorte le vapeur Santa Fè d'Iraklion à Souda. Le 29 janvier, le Calatafimi et le Euro escortent le vapeur Re Alessandro d'Iraklion au Pirée. Pendant la navigation, au sud-ouest de Folégandros, le convoi est attaqué et bombardé par des avions ennemis, mais aucune bombe ne l'atteint.
Le 1er février, le torpilleur escorte le Città di Savona d'Héraklion au Pirée. Le 3 février, le Calatafimi, le Solferino et les destroyers Euro et Turbine escortent le navire à moteur Donizetti et les vapeurs Ardenna et Argentina du Pirée à Rhodes. Trois jours plus tard, le convoi, avec une escorte identique, revient de Rhodes au Pirée. Le 14 février, le Calatafimi, le Turbine et le Euro escortent le pétrolier Petrakis Nomikos de Thessalonique à Trikiri, et le lendemain, le torpilleur, ainsi que deux patrouilleurs allemands, escortent le vapeur Pugliola de Thessalonique à Iraklion. Le 21 février, les navires Donizetti, Argentina et Ardenna sont à nouveau envoyés du Pirée à Rhodes, escortés par le Calatafimi, le Turbine et le Solferino. Le convoi retourne au Pirée le 28 février.
Le 8 mars, le Calatafimi et le Turbine escortent le Donizetti, le Re Alessandro et l'ex-vapeur français Sinfra du Pirée à Héraklion, et le lendemain, ils escortent les trois mêmes navires marchands qui reviennent d'Héraklion au Pirée. Le 18 mars, le torpilleur escorte le vapeur Neghelli de Thessalonique au Pirée.
Le 21 mai, le torpilleur escorte de Thessalonique au Pirée le vapeur Fouger. Le 17 juin, le Calatafimi escorte le pétrolier Alberto Fassio, naviguant du Pirée à Rhodes avec des arrêts à Syros et Leros. Quatre jours plus tard, le navire escorte le Fassio et le vapeur Bucintoro de Rhodes au Pirée, via Leros. Le 26 juin 1943, le Calatafimi, le Euro et le Castelfidardo escortent du Pirée à Leros puis à Rhodes les navires Donizetti, Re Alessandro et Ardenna. Deux jours plus tard, le convoi revient de Rhodes au Pirée, escorté par les mêmes navires.
Le 3 juillet, le Calatafimi et le Castelfidardo escortent le Donizetti, le Re Alessandro et le Ardenna du Pirée à Héraklion, tandis que le 7 juillet, le Calatafimi et le Solferino escortent le Ardenna et le Re Alessandro d'Héraklion au Pirée. Le 11 juillet, les deux torpilleurs, ainsi que le destroyer Francesco Crispi, escortent les vapeurs  Hermada, Ginetto, Ezilda Croce, Dubac et Goggiam du Pirée à Rhodes. Le 15, les trois navires escortent le Sinfra du Pirée à Thessalonique, via Leros, tandis que le 18, le Calatafimi et le Solferino escortent le Re Alessandro du Pirée à Moudros, et le lendemain de Moudros à Thessalonique, pour revenir à Moudros le jour suivant. Le 23 juillet, les deux torpilleurs escortent le même vapeur de Moudros à Rhodes, tandis que trois jours plus tard, le Calatafimi escorte les vapeurs Hermada et Goggiam de Leros au Pirée. Le 30 juillet, le torpilleur, ainsi que le Crispi, escortent du Pirée à Rhodes le navire à moteur Donizetti et le vapeur Palermo, ce dernier avec une cargaison de 2 070 tonnes de munitions, d'artillerie, d'autres matériels et de biens civils.
Le 2 août, le Calatafimi et le Crispi escortent le Donizetti d'Héraklion à Leros, puis au Pirée. Le 5 août, le Calatafimi, le Crispi et le Solferino quittent le Pirée pour Rhodes, escortant le Donizetti et le Ardenna, que trois jours plus tard les mêmes navires escortent sur la route de retour de Rhodes au Pirée. Le 28 août, le Calatafimi, le Solferino et deux chasseurs de sous-marins allemands escortent le pétrolier Celeno des Dardanelles au Pirée.
Le 6 septembre 1943, le Calatafimi effectue la dernière mission d'escorte effectuée par un navire italien en mer Égée, en escortant les vapeurs Ingeborg et Oria de Souda au Pirée.
Jusqu'à l'armistice du 8 septembre 1943 (Armistice de Cassibile), le Calatafimi a effectué un total de 227 missions de guerre (202 d'escorte, 8 de pose de mines, 2 de lutte anti-sous-marine, 15 autres), couvrant plus de 55 000 milles nautiques (101 900 km).

### L'armistice et la fin
Lorsque l'armistice est proclamé le 8 septembre 1943, le Calatafimi se trouve au Pirée. Le torpilleur et les autres navires italiens présents (les destroyers Francesco Crispi et Turbine, le croiseur auxiliaire Francesco Morosini et le torpilleur San Martino), comme d'habitude, sont amarrés à différents points du port, afin de réduire les dommages en cas d'attaque aérienne. Les navires sont laissés essentiellement sans ordres, tandis que dans les heures qui suivent l'annonce, le mouilleur de mines allemand Drache pose un champ de mines à l'extérieur du port, et les batteries côtières allemandes se préparent à tirer si des navires italiens tentent de partir. Le Calatafimi est ainsi capturé par les forces allemandes le 9 septembre 1943,,,. La moitié de l'équipage, dont le commandant Brignole, est emprisonnée, tandis que l'autre moitié choisit de collaborer avec les allemands, et le torpilleur est incorporé à la Kriegsmarine,.
Le drapeau de combat du Calatafimi est pris, avant d'être capturé, par le commandant Brignole, qui l'emporte avec lui dans les différents camps de prisonniers où il est interné, en le cachant aux allemands. Le 18 avril 1945, lors de la cérémonie de lever des drapeaux organisée deux jours après la libération du camp de Fallingbostel, où Brignole est stationné, le drapeau de combat du torpilleur est hissé sur le mât du camp, malgré une disposition contraire de l'officier français qui avait pris le commandement.
Incorporé à la Kriegsmarine, le Calatafimi est d'abord rebaptisé Achilles et entre en service dès le 13 septembre 1943,,,. Le 28 octobre, le torpilleur est rebaptisé TA 15 dans la nomenclature des Torpedoboote Ausland, et le 16 novembre enfin TA 19,. Vers la fin de 1943, le navire subit des travaux de modernisation de l'armement, avec l'élimination de la pièce unique 102/45 Ansaldo-Schneider 1917 et son remplacement par une mitrailleuse lourde 37/83 mm SK C/30. Un radar Fu.Mo.28 est également installé. L'équipage passe à 134 hommes. En raison de son âge et de l'usure causée par un service intense, la vitesse effective du navire ne dépasse pas 24 nœuds (44 km/h), et son autonomie ne dépasse pas 600 milles nautiques (1 110 km) à 12 nœuds (22 km/h).
Sous le commandement du Fähnrich zur See (sous-lieutenant de vaisseau) (plus tard Kapitänleutnant (lieutenant de vaisseau)) Jobst Hahndorff, qui commande le navire de septembre 1943 à la perte, le torpilleur est affecté au 9e Torpedoboot-Flotille.
Le matin du 8 février 1944, le 19 quitta Rhodes pour escorter, avec les torpilleurs TA 16 (ex Castelfidardo) et TA 17 (ex Solferino), le vapeur Oria naviguant de Rhodes au Pirée chargé de 4 233 prisonniers italiens. Au cours de la journée, les conditions météorologiques se sont détériorées, de sorte que le convoi s'arrête dans la soirée à Lakki (Leros), où il reste toute la journée du 9 février, pour repartir le 10 février à 8 heures. En quittant Leros, le convoi retourna à Rhodes, où, une fois les navires arrivés à 7 heures du matin le 11, le Oria débarque quelques prisonniers, puis les quatre unités partent pour le Pirée (le Oria a à bord entre 4 033 et 4 115 prisonniers) mais, à partir de 22h30 du même jour, le temps commence à se dégrader à nouveau, avec un vent de sud-sud-ouest de force 7 et de mer de force 5, gênant la navigation. Le 12 février, à 6h12, le convoi arrive au large d'Amorgós et aperçoit les avions de l'escorte aérienne, mais le vent est monté à force 9-10 avec une mer croisée correspondante, créant de sérieux problèmes même pour les vieux torpilleurs de l'escorte. Dans l'après-midi, le convoi traverse le détroit entre les îles de Sérifos et de Kythnos. Vers 18h00, au large du Cap Sounion, des fusées éclairantes sont tirées, révélant la proximité de la côte. Les navires tentent d'éviter la petite île qui se trouve devant eux, Nisis Patroklou, mais à 18h45, le Oria s'échoue sur un récif et coule. La violence de la tempête empêche toute tentative d'aide de la part des torpilleurs: le TA 19, endommagé dans la partie arrière, doit partir le premier, et peu après les TA 16 et TA 17 doivent renoncer au sauvetage et se rendre au Pirée, où ils arrivent vers minuit. Les morts sont plus de 4 000.
Le 3 mars 1944, le TA 19, ainsi que le TA 15 (ex Crispi) et le TA 16 (ex Castelfidardo), entrent en collision dans les eaux de Rhodes avec les torpilleurs à moteur britanniques (vedette-torpilleur de la Royal Navy - Motor Torpedo Boat) MTB 307 et MTB 315: l'escarmouche se termine par une impasse.
Le 17 avril, le TA 19 est attaqué sans succès, avec le lancement de quelques torpilles, par le sous-marin britannique HMS Unruly (P49), dans le canal de Doro. Evitant les torpilles, le navire réagit avec le lancement de grenades sous-marines.
Le 19 juillet, le torpilleur, ainsi que le navire marchand Pelikan, sont attaqués au large de Milos par le sous-marin HMS Vampire (P72), qui lance quatre torpilles, sans résultat.
Le 19 août 1944, à 17h08, le navire, qui navigue à quatre milles nautiques (7 km) à l'est de Karlóvasi, par des vents de nord-ouest de force 4-5, une mer de force 4 et une bonne visibilité, aperçoit le sillage de quatre torpilles, à une distance comprise entre 2 000 et 2 500 mètres, provenant du côté bâbord. L'attaquant est le sous-marin grec RHS Pipinos (Y8),,. En raison du changement de cap effectué précédemment, il n'est pas possible de faire marche arrière en manœuvrant à gauche. Le TA 19 réussit à éviter trois torpilles, dont l'une explose sur la côte, tandis que les deux autres finissent non explosées sur une plage. La quatrième torpille, cependant, touche le torpilleur au milieu du navire sur le côté bâbord, mettant immédiatement le feu à la salle des machines, détruisant les canots bâbord, rendant le navire ingouvernable et mettant hors service les équipements de radio et de communication. Le navire étant perdu, le sonar et les parties inamovibles du radar et des systèmes de décryptage sont immédiatement détruits et les parties restantes retirées. Les servants des canons de 102 mm et du 37 mm sont maintenus à leur poste, prêts à ouvrir le feu si le sous-marin remonte à la surface. Le reste de l'équipage, sous la direction des officiers, abandonne le navire à bord des radeaux lancés à partir du côté bâbord et de la poupe, tandis que les blessés, ainsi que le médecin du navire, sont emmenés à bord des embarcations de tribord, qui sont restées intactes après l'explosion, contrairement à celles du côté bâbord. Comme la côte n'est qu'à un kilomètre, il est décidé que le personnel, une fois à terre, se rassemblerait dans une maison visible sur une colline du rivage; le commandant en second atteint le rivage à la nage, afin d'organiser les hommes après le débarquement. À 17h32, le navire se brise en deux et coule au large de Samos, à la position géographique de 37° 45′ N, 26° 59′ E,,,. Le commandant abandonne le navire au moment où il se brise en deux, et l'unité qui coule est saluée trois fois à la voix par l'équipage en mer. Les derniers survivants atteignent le rivage à 19h10. Tout l'équipage du TA 19, à l'exception de cinq hommes, peuvent se sauver.

## Sources
- (it) Cet article est partiellement ou en totalité issu de l’article de Wikipédia en italien intitulé « Calatafimi (cacciatorpediniere) » (voir la liste des auteurs).